# Charlotte Durif
Pour les articles homonymes, voir Durif (homonymie).

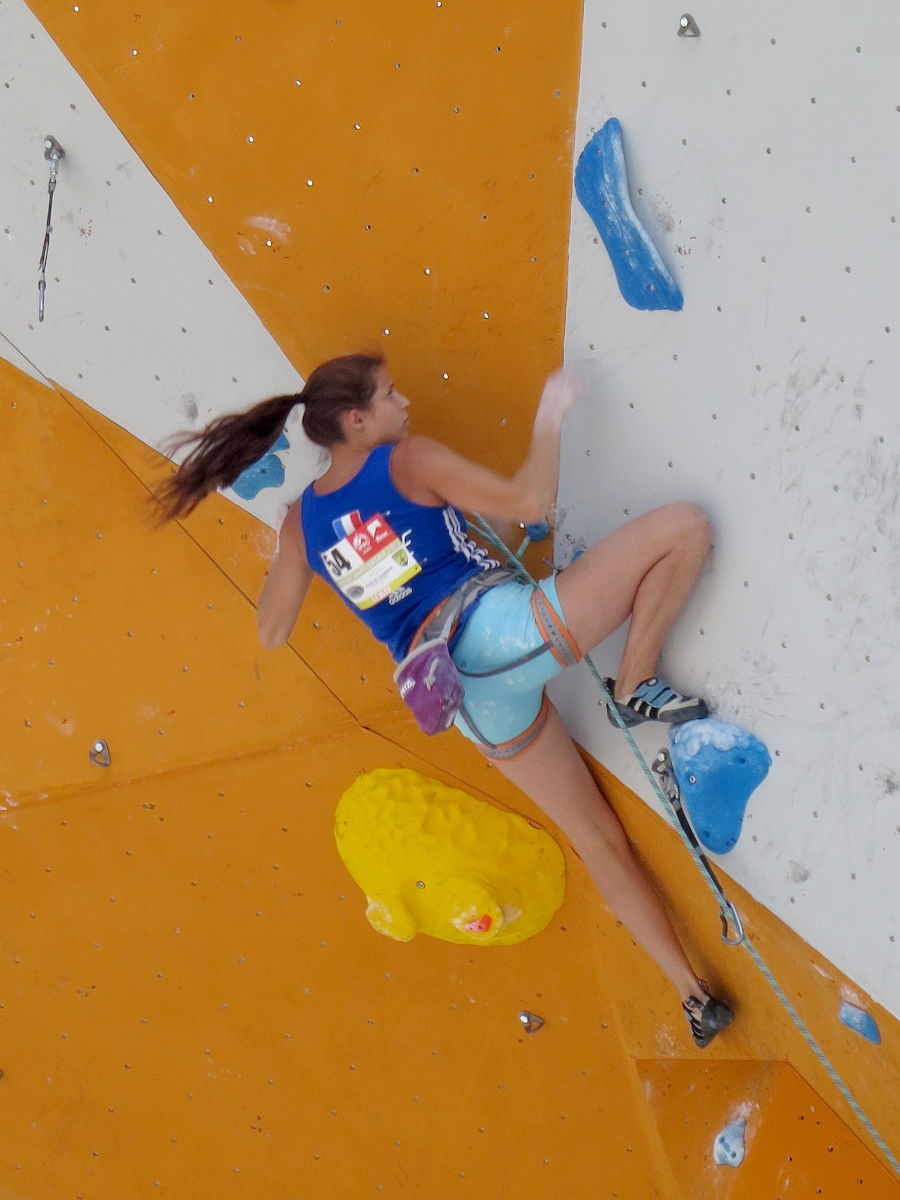
Charlotte Durif en demi-finale du championnat d'Europe d'escalade (difficulté) 2013 à Chamonix.

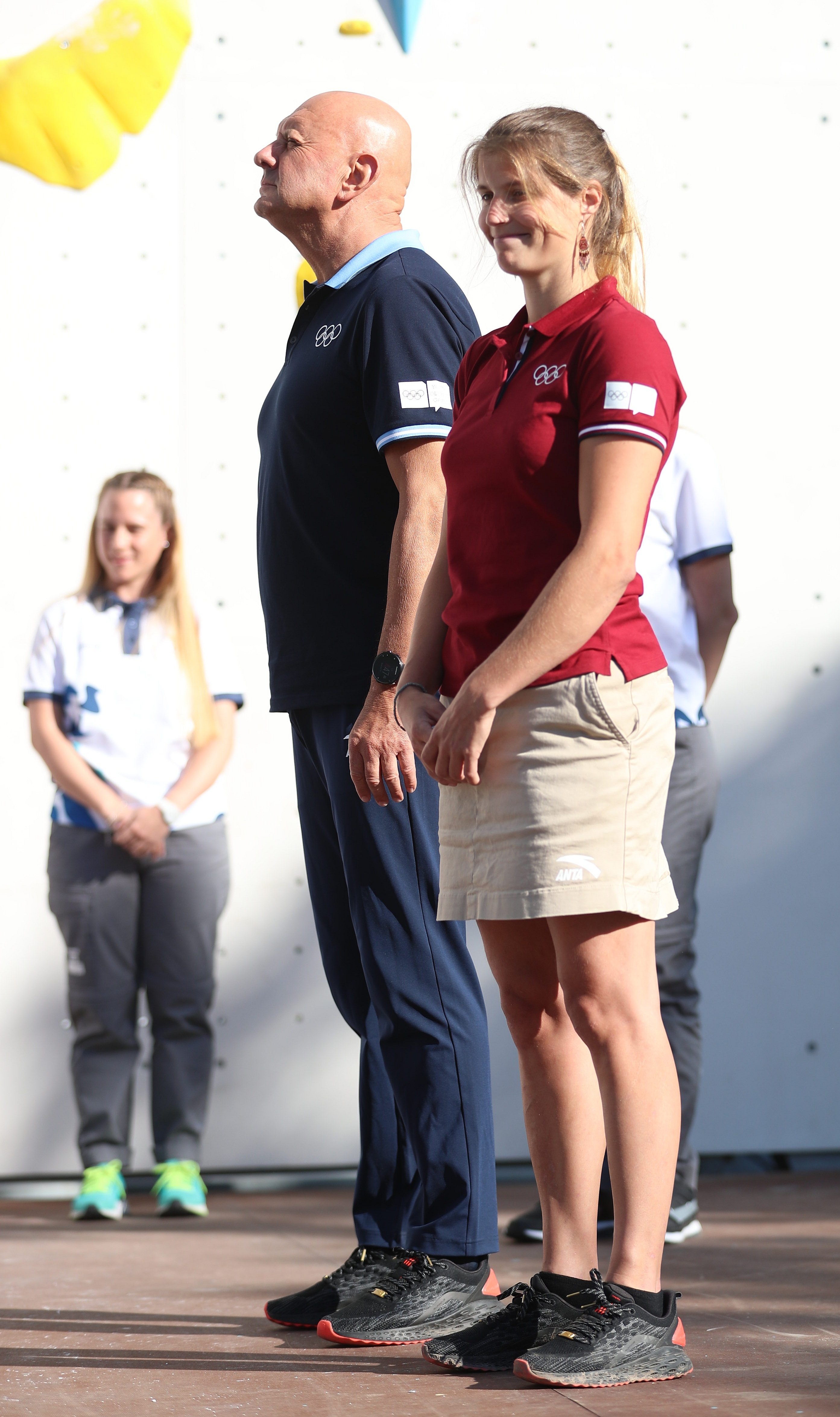
Charlotte Durif, Jeux olympiques de la jeunesse de 2018

Charlotte Durif, née le 18 août 1990 à Belley, est une grimpeuse française de haut-niveau, spécialiste d'escalade sportive. Elle est notamment connue pour ses victoires dans les épreuves de difficulté aux championnats du monde espoirs et des réalisations de très haut-niveau mondial en falaise.

## Biographie
Charlotte Durif a découvert dès l'enfance l'alpinisme et l'escalade, avec son frère et son père. Après une pratique de la gymnastique, elle découvre l'escalade en salle vers l'âge de 9 ans puis se consacre à l'escalade sportive au sein d'un club FFCAM. Elle est ingénieur diplômée de École nationale supérieure de mécanique et des microtechniques (2013), spécialisée en mécanique et science des matériaux ; elle se consacre depuis 2013 à l'étude et la recherche dans le domaine des centrales nucléaires,.
En escalade, elle réalise un parcours en compétition Espoir (jeune) impressionnant avec 5 victoires sur 6 participations au championnat de France Espoir, 5 victoires sur 6 participations au championnat du monde espoirs et une victoire au championnat d'Europe senior en étant surclassée (procédure officielle, qui signifie qu'elle a eu le droit de participer et d'être classée en n'étant pas encore senior) en 2006. 
Mais ses plus grandes performances restent les réalisations en falaise du premier 8c à vue en escalade féminine, dont la réalisation est controversée, et du deuxième 9a en escalade féminine. 
Le 23 juillet 2010, Charlotte Durif réalise les Rois du pétrole, un 8b+ à vue. La réalisation de cette voie a été publiquement mise en doute, faute de preuve (vidéo) permettant de vérifier la réussite de l’enchaînement,.
Le 18 août 2011, elle enchaîne les 3P (9a) à la grotte de Galetas dans le Verdon.
Durant les Jeux olympiques 2020 à Tokyo, elle est consultante pour France Télévisions et commente les épreuves d'escalade avec Christian Choupin.

## Palmarès[10]

### Championnat de France Espoir de difficulté
- 2004 à Annecy,  France
  -  Médaille d'argent
- 2005 à Lyon,  France
  -  Médaille d'or
- 2006 à Mayenne,  France
  -  Médaille d'or
- 2007 à Chamonix,  France
  -  Médaille d'or
- 2008 à Voiron,  France
  -  Médaille d'or
- 2009 à Quimper,  France
  -  Médaille d'or

### Championnat du Monde Espoir de difficulté
- 2004 à Édimbourg,  Écosse
  -  Médaille d'or
- 2005 à Pékin,  Chine
  -  Médaille d'or
- 2006 à Imst,  Autriche
  -  Médaille d'or
- 2007 à Ibarra,  Équateur
  -  Médaille d'or
- 2008 à Sydney,  Australie
  -  Médaille de bronze
- 2009 à Valence,  France
  -  Médaille d'or

### Championnat de France Senior de difficulté
- 2006 à Chamonix,  France
  -  Médaille d'argent
- 2007 à Échirolles,  France
  -  Médaille de bronze
- 2008 à Pau,  France
  -  Médaille d'or
- 2009 à Gémozac,  France
  -  Médaille d'argent
- 2010 à Voiron,  France
  -  Médaille d'or
- 2011 à Massy,  France
  -  Médaille d'or
- 2012 à Arnas,  France
  -  Médaille d'or
- 2013 à Niort,  France
  -  Médaille d'or
- 2014 à Niort,  France
  -  Médaille d'argent
- 2015 à Gémozac,  France
  -  Médaille d'or

### Championnats d'Europe Senior
- 2006 à Iekaterinbourg,  Russie
  -  Médaille d'or en difficulté